# Asian Cricket Council
Der Asian Cricket Council (ACC) ist der für Asien zuständige Kontinentalverband für die Sportart Cricket sowie einer von fünf kontinentalen Verbänden unterhalb des Weltverbandes International Cricket Council (ICC). Ihm sind 25 nationale Verbände angeschlossen, davon sind fünf Vollmitglieder und 20 assoziierte Mitglieder.
Der Asian Cricket Council wurde am 19. September 1983 in Neu-Delhi, Indien, als Asian Cricket Conference von Bangladesch, Indien, Malaysia, Pakistan, Singapur und Sri Lanka gegründet. Später kamen unter anderem Hongkong, die Vereinigten Arabischen Emirate und Nepal hinzu.
Der Verband organisiert mehrere Kontinentalwettbewerbe verschiedener Altersstufen, darunter regionale Qualifikationsturniere zu internationalen Cricket-Veranstaltungen. Zu den wichtigsten Turnieren gehören der Asia Cup und der Women’s Asia Cup.

## Mitglieder

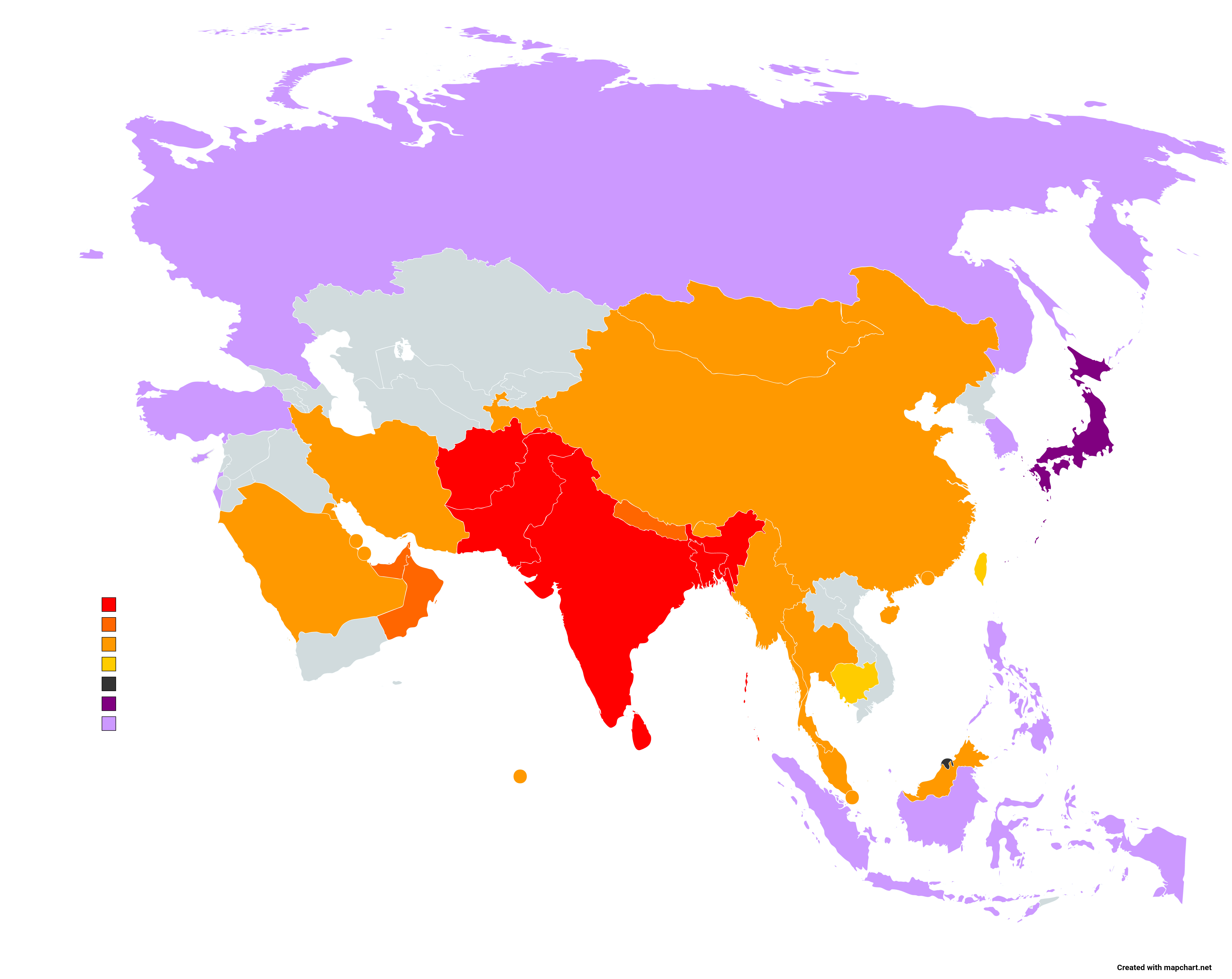
Mitglieder des International Cricket Council (ICC) in Asien nach Status:
Vollmitglieder mit Test-Status (5)
Assoziierte Mitglieder mit ODI-Status (3)
Assoziierte Mitglieder (15)
Ehemalige oder Nichtmitglieder (2)
Nichtmitglieder

Stand Februar 2024:
| - Afghanistan (ACB) - Bahrain - Bangladesch (BCB) - Bhutan - Hongkong (CHK) - Indien (BCCI) - Iran - Kambodscha - Katar - Kuwait - Malaysia - Malediven - Mongolei | - Myanmar - Nepal (CAN) - Oman (OC) - Pakistan (PCB) - Saudi-Arabien - Singapur - Sri Lanka (SLC) - Tadschikistan - Thailand (CAT) - Usbekistan - Vereinigte Arabische Emirate (ECB) - Volksrepublik China |